# کفرهاوزن
کفرهاوزن (به آلمانی: Kefferhausen) یک شهر در آلمان است که در آیشسفلد واقع شده‌است. کفرهاوزن ۷۹۴ نفر جمعیت دارد.